# 新日本リーグ
新日本リーグ（しんにほんリーグ）は、かつて日本のプロ野球で行われていた、選手育成を目的としたリーグ戦の名称で、現在の二軍公式戦にあたるもの。

## 歴史
1954年、アメリカ・メジャー・リーグに倣い、下部組織（いわゆるファーム）を充実させることを目的に、セントラル・リーグ6球団の二軍により組織された。現在の日本野球機構が管轄する二軍のリーグ戦としてはこれが最初だった。ただ実際には、パシフィック・リーグ主導で西日本にある球団の二軍により組織された「関西ファーム・リーグ」への対抗措置だったとも言われている。
公式戦は1954年、1955年の2年間行われ、地方でも公式戦を開催していた。また、6球団はそれぞれ一軍とは異なる愛称を付与していた。しかし新日本リーグは全国に本拠地が散らばっていたため試合消化を進めにくいなど難点が多かった。
1954年は前後期制で行われ、前期は読売ジュニアジャイアンツが、後期は阪神ジャガーズがそれぞれ優勝しており、11月10日に優勝決定戦が行われ、阪神が巨人を2勝1敗で破り、優勝している。
1955年、二軍公式戦の開催形式がセ・パ間で再編され、全14球団を東西2つのリーグに分け、それぞれイースタン・リーグ、ウエスタン・リーグとした。これにより新日本リーグは試合開催数が大幅に減少。公式戦が全て消化されぬまま開催中断となり、同年限りで打ち切りとなった。

## 参加球団
（カッコ内はフランチャイズ）
- 読売ジュニアジャイアンツ（神奈川県川崎市・横浜市。読売ジャイアンツ二軍）
- 国鉄フレッシュスワローズ（埼玉県大宮市。国鉄スワローズ二軍）
- 中日ダイアモンズ→中日ドラゴンズ（静岡県静岡市。中日ドラゴンズ二軍）
- 阪神ジャガーズ（兵庫県神戸市。大阪タイガース二軍）
- 洋松ジュニアロビンス→大洋ジュニアホエールズ（福岡県小倉市。洋松ロビンス→大洋ホエールズ二軍）
- 広島グリーンズ（広島県呉市。広島カープ二軍）